# Гласник на Скопското научно дружество
Вижте пояснителната страница за други значения на Гласник.
„Гласник на Скопското научно дружество“ (на сръбски: „Гласник Скопског научног друштва“) е научно, историческо списание, което излиза в Скопие, Кралство на сърби, хървати и словенци, от 1925 до 1940 година. Орган е на Скопското научно дружество.

## История
Скопското научно дружество е основано на 9 март 1921 година на сесия на Съвета на Философския факултет в Скопие и за негов пръв председтел е избран Тихомир Остоич, първият декан на Философския факултет в Скопие, основан от Белградския университет в 1920 година. През летния семестър на учебната 1924/1925 година са проведени две сесии с представяне на научни доклади и дискусия.
В 1925 година Скопското научно дружество започва да издава „Гласник“ във формат А4. От 1925 до 1927 година излиза в една книга (I/1 1925; I/2 1925; II/1–2 1926, II/1–2 1927), а след това е разделен на две отделни списания – едно за социални и едно за природни науки. Социалното продължава непрекъснато до 1940 година (№ III/1 1928, V/2 1929, VII–VIII/3-4 1930, XI/5 1932, XII/6 1933, XIII/7 1934, XIV/8 1935, XV - XVI/9–10 1936, XIX/11 1938, XXI/12 1940).
Членове на редакционната колегия са Тихомир Джорджевич, Василие Джерич, Глигорие Елезович, Мита Костич, Воислав Радованович. Редактор на първите броеве (I – IX) е Радослав Груич, а на последните (XI – XII) е Мита Костич.
В списанието пишат археолози, историци на изкуството, архитекти, етнолози и езиковеди, като Никола Вулич, Николай Окунев, Радослав Груич, Балдуин Сария, Чиро Трухелка, Воислав Радованович, Петър Скок, Рудолф Егер, Жарко Татич, Милован Кокич, Александър Дероко, Франце Месенел.